# Kopotie Ieraksti
Kopotie Ieraksti – wydana w 2001 antologia łotewskiej grupy Jauns Mēness, zawierająca cztery płyty kompaktowe. Pierwsza płyta 1987-1990 zawiera zestaw pierwszych utworów zespołu, nieopublikowanych dotąd ani na kasecie, płycie winylowej czy CD.
Drugi to reedycja Aizlaid šaubas negaisam līdz (pierwotnie wydany w 1991). Trzecią płytę stanowi Izrāde spogulī (z 1993, na kasecie), a czwartą 100 + 1 vēlēšanās (z 1995). Wszystkie części antologii zostały poddane cyfrowej obróbce we wrześniu 2001 w Siguldas studija “SSS”.

## Lista utworów
CD1 - "1987 - 1990"
1. "Nemanot" - 4:43
2. "Mēness Tevi meklēt ies" - 3:47
3. "Bailes" - 3:24
4. "Pie tevis" - 4:44
5. "Noslēpums" - 4:58
6. "Es esmu vēl dzīvs" - 4:57
7. "Nakts" - 6:45
8. "Dziesma Tev" - 4:44
9. "Tu nesmejies un neraudi nekad" - 4:33
10. "Debesis nāks lejā" - 6:07
11. "Pārcēlājs" - 5:16

CD2 - "Aizlaid šaubas negaisam līdz"
1. "Ice" - 3:58
2. "Running Up The Hill" - 4:52
3. "Piekūns skrien debesīs" - 5:06
4. "I Feel Like A Rock (When You Call Me)" - 4:25
5. "Pagātne, tagadne, nākotne" - 1:22
6. "War Without Pain" - 2:11
7. "Nothing Will Happen Without Reason" - 5:06
8. "If You're Gonna Be A Hero" - 4:11
9. "Riddles" - 3:51
10. "Aizlaid šaubas negaisam līdz" - 3:14

CD3 - "Izrāde spogulī"
1. "All I Want All I Love" - 5:01
2. "Pazudušais dēls" - 4:53
3. "Mother" - 6:27
4. "I Still Believe" - 3:47
5. "Sea Of Love" - 4:03
6. "Emptiness" - 5:13
7. "A Show In A Mirror" - 3:39
8. "Carry Me Back" - 3:55
9. "Rīts pirms laika" - 2:39

CD4 - "100 + 1 vēlēšanās"
1. "Mēmais sargs" - 4:59
2. "Tavs superveikals" - 4:49
3. "Divatā" - 4:01
4. "Who I Am" - 3:06
5. "Viens" - 4:42
6. "Upe nesa ozoliņ'" - 4:56
7. "Sapņi" - 4:17
8. "On The Top Of The Hill" - 3:19
9. "Trīs debess puses" - 4:16
10. "Vai" - 3:46
11. "100 + 1 vēlēšanās" - 3:38
12. "Man ir gandrīz viss" - 2:29